# 中国国民党革命委员会中央委员会主席
中国国民党革命委员会中央委员会主席，簡稱民革中央主席，是當前中國國民黨革命委员会的政党领袖，同時也是中央委員會之主席。中国国民党革命委员会是中华人民共和国排名第一的重要民主党派，中央主席一般兼任全国人民代表大会常务委员会副委员长（國會副議長）职务，位列副国级党和国家领导人。该党的主要创建者、名誉主席宋庆龄为迄今为止唯一的中华人民共和国名誉主席（荣誉称号）。首任中央主席为李济深，現任中央主席為郑建邦，最近一次選舉為第十四屆全國人大一次會議。

## 當選方式
根据《中国国民党革命委员会章程》规定，中央委员会每届任期五年。如果全国代表大会提前或延期举行，其任期也相应改变。在全国代表大会闭会期间，中央委员会执行全国代表大会的决议，领导全党工作，对外代表全党。选举中央委员会主席、副主席和常务委员，组成中央常务委员会。中央常务委员会闭会期间，由中央主席会议主持中央领导工作，中央主席会议由中央委员会主席中央委员会主席主持。

## 民革传统
民革在党内各类重要场合皆悬挂中国民主革命的伟大先行者孙中山先生画像，成为民革的历史传统之一，以表示民革党人是孙中山先生革命事业最坚定的支持者、最忠诚的合作者、最忠实的继承者。

## 历届中央主席[2]

### 第一届（1948年1月－1949年11月）
- 名誉主席：宋庆龄
- 主席：李济深

### 第二届（1949年11月－1956年2月）
- 主席：李济深

### 第三届（1956年2月－1958年11月）
- 主席：李济深

### 第四届（1958年11月－1979年10月）
- 主席：李济深（1959年10月逝世）、何香凝（1960年8月被选为主席）

### 第五届（1979年10月－1983年12月）
- 主席：朱蕴山（1981年4月逝世）、王昆仑（1981年12月被选为主席）

### 第六届（1983年12月－1988年11月）
- 名誉主席：屈武
- 主席：王昆仑（1985年8月逝世）、屈武（1987年2月被选为主席，1987年12月辞职）、朱学范（1987年12月被选为主席）

### 第七届（1988年11月－1992年12月）
- 名誉主席：屈武
- 主席：朱学范

### 第八届（1992年12月－1997年11月）
- 名誉主席：朱学范、侯镜如、孙越崎
- 主席：李沛瑶（1996年2月逝世）、何鲁丽（1996年11月被选为主席）

### 第九届（1997年11月－2002年12月）
- 主席：何鲁丽

### 第十届（2002年12月－2007年12月）
- 主席：何鲁丽

### 第十一届（2007年12月－2012年12月）
- 主席：周铁农

### 第十二届（2012年12月－2017年12月）
- 主席：万鄂湘

### 第十三届（2017年12月-2022年12月）
- 主席：万鄂湘

### 第十四届（2022年12月10日-）
- 主席：郑建邦